# Ксенофил (фрурарх Суз)
Ксенофил (др.-греч. Ξενόφιλος) — македонский фрурарх в Сузах в 330—315 годах до н. э.

## Биография
По свидетельству Курция Руфа, в 330 году до н. э. Александр Македонский после покорения Суз поручил Ксенофилу их защиту. В. Хеккель критически относится к сообщению Арриана о том, что начальником городского гарнизона стал некий царский «друг» Мазар, полагая, что тот был персом и что Ксенофил сменил его. Возможно, Ксенофил тождественен Ксеноклу, упоминаемому Страбоном. Пост фрурарха Ксенофил занимал до 315 года до н. э. — при сатрапах Сузианы Абулите, Оропии, Кене и Антигене. В 320 году до н. э. Антиген после назначения на должность сатрапа побывал в Сузиане всего два раза. Предположительно, в это время регионом управлял Ксенофил.
В войнах диадохов во время борьбы Антигона и Эвмена Ксенофил поддерживал последнего, охраняя от Антигона огромную сузскую казну, в которой находилась громадная сумма в 15 тысяч талантов. Ксенофилу было приказано не вступать в сражение, не начинать переговоры и удерживать город. Антигон, прибыв под Сузы, оставил осаждать город своего военачальника Селевка, а сам отправился дальше к реке Копрат.
Ксенофил удерживал город в течение длительного времени, вплоть до гибели Эвмена. Ксенофил был с почётом принят Антигоном, хотя, как подмечает Диодор Сицилийский, «притворно». По мнению И. Г. Дройзена, Антигон был крайне заинтересован в получении сокровищ казны Суз. Поэтому он не только принял Ксенофила, но и оказал ему всевозможные знаки почести наравне с первыми из окружавших его лиц. Исторические источники не сообщают о дальнейшей судьбе Ксенофила. Предположительно Антигон мог казнить Ксенофила или же держать его при своём дворе как сатрапа Персиды Певкеста. Правителем Сузианы стал Аспиза.